# Elaphoglossum trianae
Elaphoglossum trianae är en träjonväxtart som beskrevs av Christ. Elaphoglossum trianae ingår i släktet Elaphoglossum och familjen Dryopteridaceae. Inga underarter finns listade.